# /Film
/Film (slashfilm.com; вимовляється як «слешфільм») — блог, який присвячено оглядам кінофільмів, новин, рецензій, інтерв'ю і трейлерів. Сайт було засновано Пітером Скиреттою у серпні 2005 року.

## Подкасти
Є п'ять подкастів на цьому сайті. У подкасті «/Filmcast», який ведуть Девід Чен (David Chen), Адам Кіґлі (Adam Quigley) і Девіндра Гардавар (Devindra Hardawar), вони обговорюють із гостями новини телебачення і кіно, а також розглядають рецензії на фільми. Подкаст «Tobolowsky Files», який веде Девід Чен і актор Стівен Тоболовскі (Stephen Tobolowsky): актор розповідає про свою кар'єру, про життя і дискутує на різні теми. Подкаст «JustifiedCast», який також веде Чен, висвітлює теми, що стосуються телевізійному серіалу «Виправдано». «Cast of Kings» (буквально звучить як «Перелік королів») ведуть Чен і Джоанна Робінсон із сайту «Pajiba.com»: вони обговорюють і аналізують кожен епізод серіалу «Гра престолів». І, нарешті, подкаст «The Ones Who Talk» (букв.: «Ті, що хочуть побазікати», англ.) ведуть Чен і Робінсон, де блоґери препарують кожен епізод «Пуститися берега».

## Нагороди й номінації
- У категорії «Majors» сайт «/Film» здобув Movie Blog Award від британського кіножурналу «Total Film».[1]
- Сайт «/Film» здобув нагороду «Performancing Blog Award» у категорії «Найкращий розважальний блог 2007 року» (англ.: «Best Entertainment Blog of 2007»).[2]
- Американський журнал «Тайм» проголосив «/Film» одним із 25 найкращих блогів 2009 року (номінація «25 Best Blogs of 2009»).[3]
- У передачі «Attack of the Show» каналу «G4» (який спеціалізується на відеоіграх) «/Film» було названо одним із найкращих блоґів, що присвячені кінематографу (номінація «Best Movie Blogs»).[4]
- Американський комп'ютерний журнал «PC Magazine» визнав сайт «/Film» одним із найкращих сайтів кіноманів (номінація «Best Web Sites for Movie Fans»).[5]
- Сайт було номіновано (і він став фіналістом) у категорії «Найкращий блог» (англ.: «Best Major Blog») нагороди «Weblog Awards-2008».[6]
- Також «/Film» було номіновано у категорії «найкращий розважальний блог» (англ.: «Best Entertainment Weblog») нагороди The Weblog Awards (Bloggies) 2008-го року.[7]